# Xylophanes gundlachii
Xylophanes gundlachii là một loài bướm đêm thuộc họ Sphingidae. Nó được tìm thấy ở Cuba.
Nó gần giống loài Xylophanes irrorata. Ấu trùng có thể ăn các loài Rubiaceae và Malvaceae.